# La'Mical Perine
La'Mical Perine (Mobile, Alabama, 30 de enero de 1998) es un jugador profesional estadounidense de fútbol americano que se desempeña en la posición de running back en Kansas City Chiefs, equipo de la National Football League (NFL).

## Carrera
Fue seleccionado en la cuarta ronda en la Reunión Anual de Selección de Jugadores de la NFL de 2020. Hizo su debut profesional con el equipo New York Jets, en el cual jugó tres temporadas (2020-2023), luego pasó a Kansas City Chiefs, donde lleva jugando una temporada.